# Chéraute
Chéraute (Baskisch: Sohüta is een gemeente in het Franse departement Pyrénées-Atlantiques (regio Nouvelle-Aquitaine). De plaats maakt deel uit van het arrondissement Oloron-Sainte-Marie. De plaats ligt in de Baskische provincie Soule. Chéraute telde op 1 januari 2022 1.048 inwoners.

## Geografie
De oppervlakte van Chéraute bedroeg op 1 januari 2022 35,26 vierkante kilometer; de bevolkingsdichtheid was toen 29,7 inwoners per km².

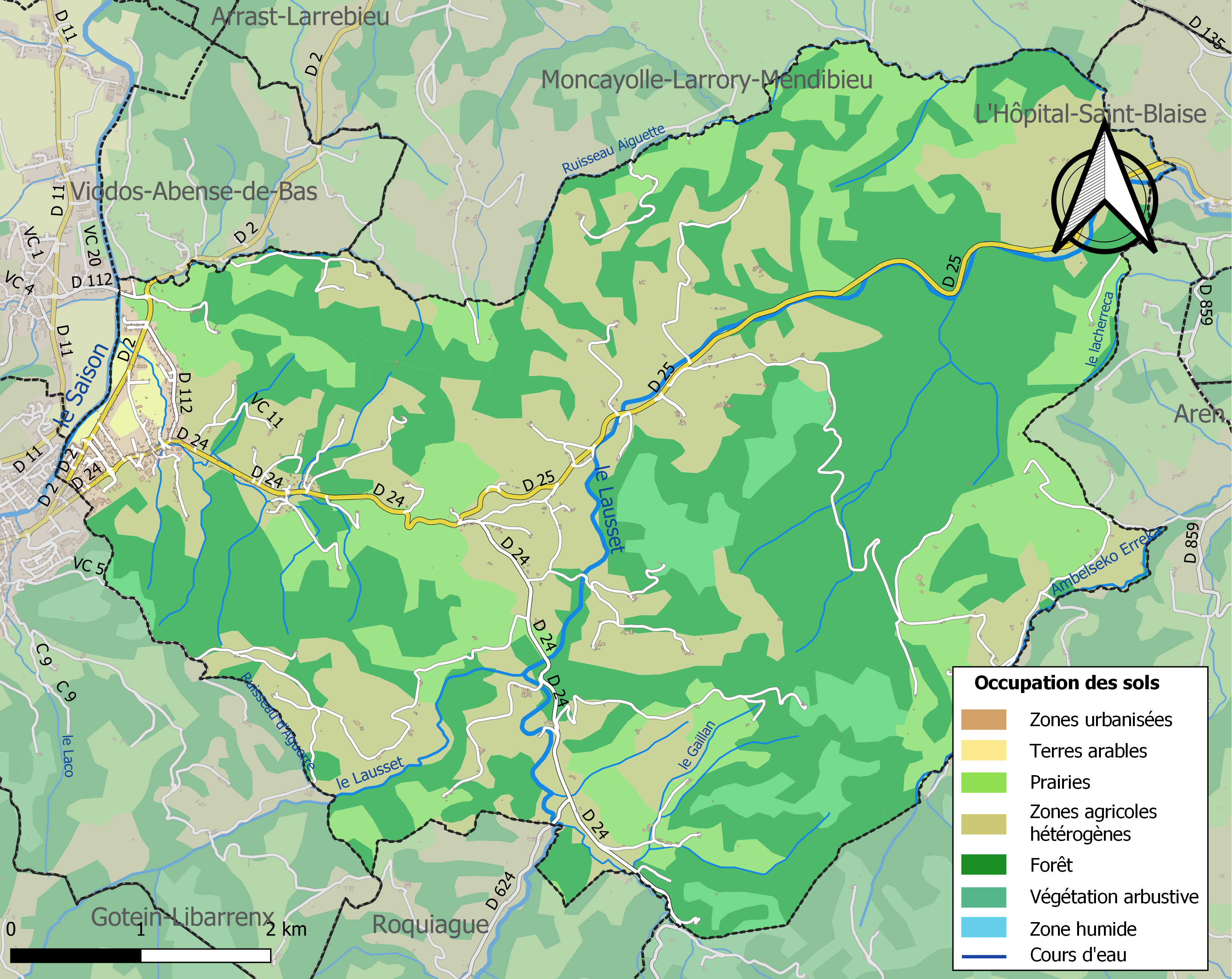
Kaart van de gemeente met belangrijkste infrastructuur, bodemgebruik en omliggende gemeenten

## Demografie
Onderstaande figuur toont het verloop van het inwonertal (bron: INSEE-tellingen).